# Riviera Mării Roșii

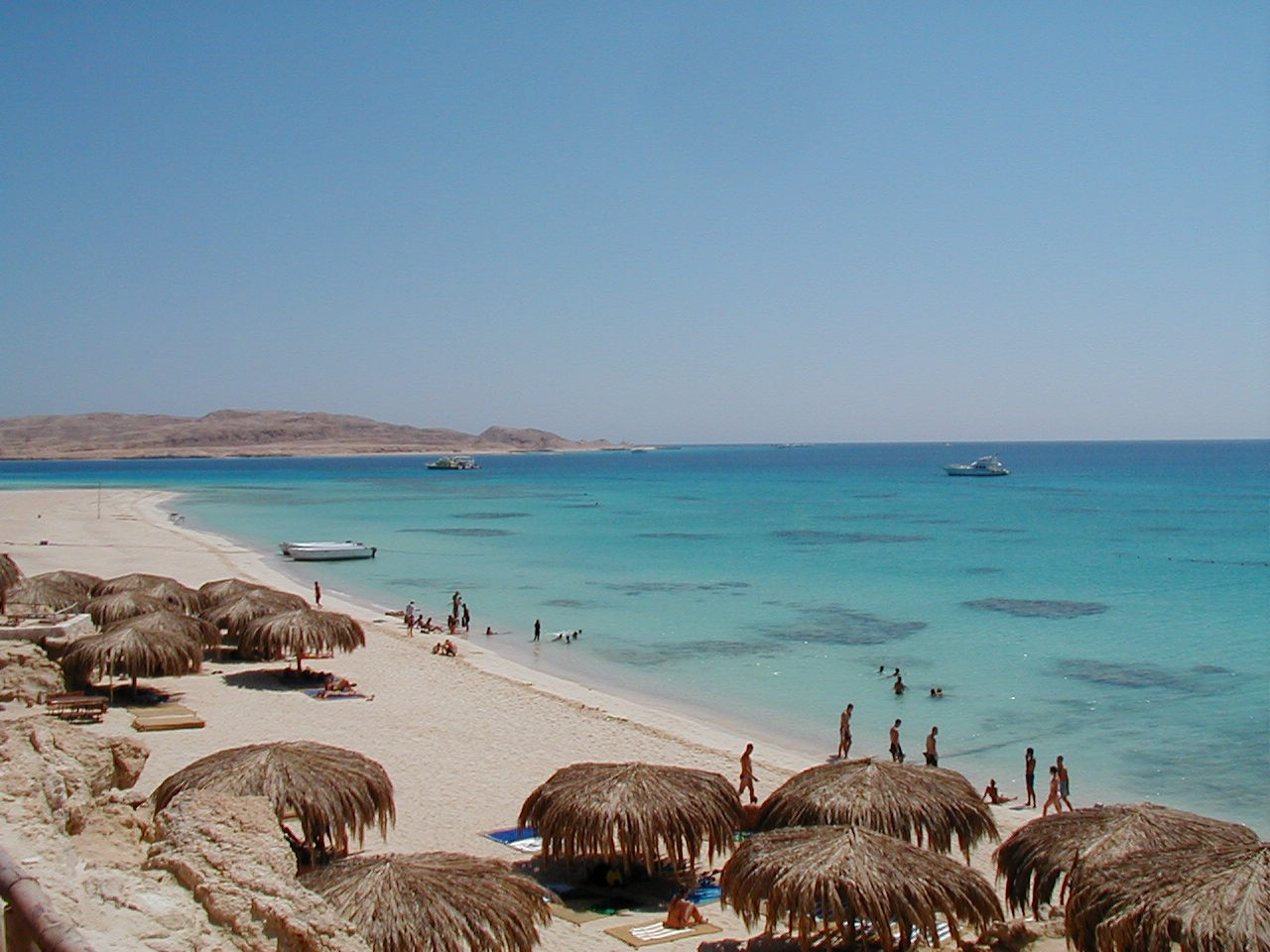
Parcul Național Protejat Al-Mahmeya

Riviera Mării Roșii, coasta de est a Egiptului de-a lungul Mării Roșii, este formată din orașe stațiune de pe malul vestic al Golful Akaba (Eilat) și de-a lungul coastei de est a Egiptului continental, la sud de Golful Suez. Combinația dintre un climat favorabil, o mare caldă, mii de kilometri de țărm și abundente puncte de interes natural și arheologic face din această porțiune a coastei Egiptului o destinație turistică populară națională și internațională. Există numeroase parcuri naționale de-a lungul Rivierei Mării Roșii, atât subacvatice, cât și pe uscat. Deșertul și viața marină sunt protejate de o serie de legi, iar vizitatorii pot fi supuși unor amenzi mari pentru nerespectare.

## Listă de stațiuni
Listate în ordine geografică, de la nord la sud:
În Peninsula Sinai:
- Dahab
- Nuweiba
- Parcul Național Ras Muhammad
- Ras Sedr
- Sharm El Sheikh
- Strâmtoarea Tiran
- Taba

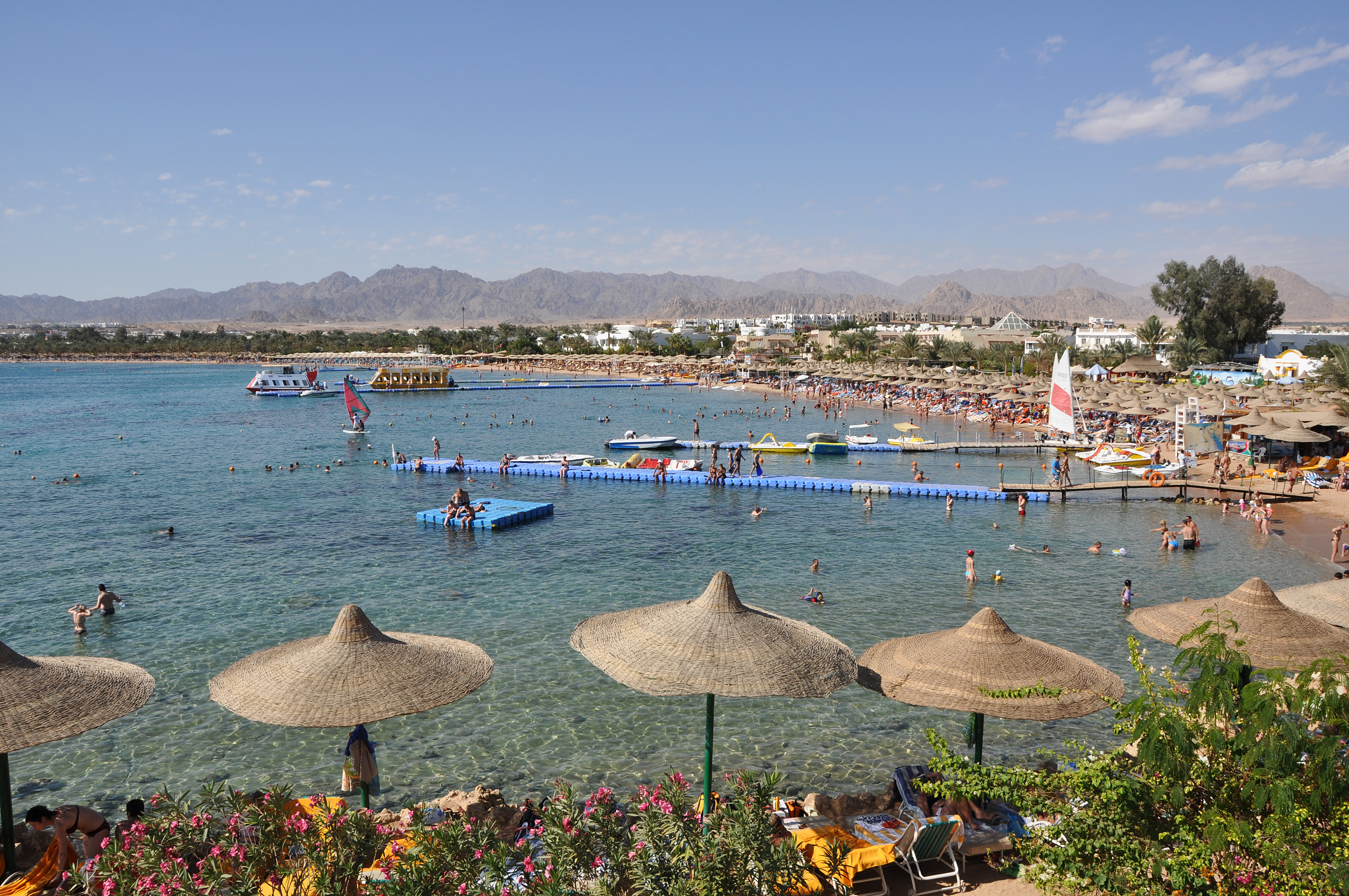
Plaja Naama din Sharm El Sheikh

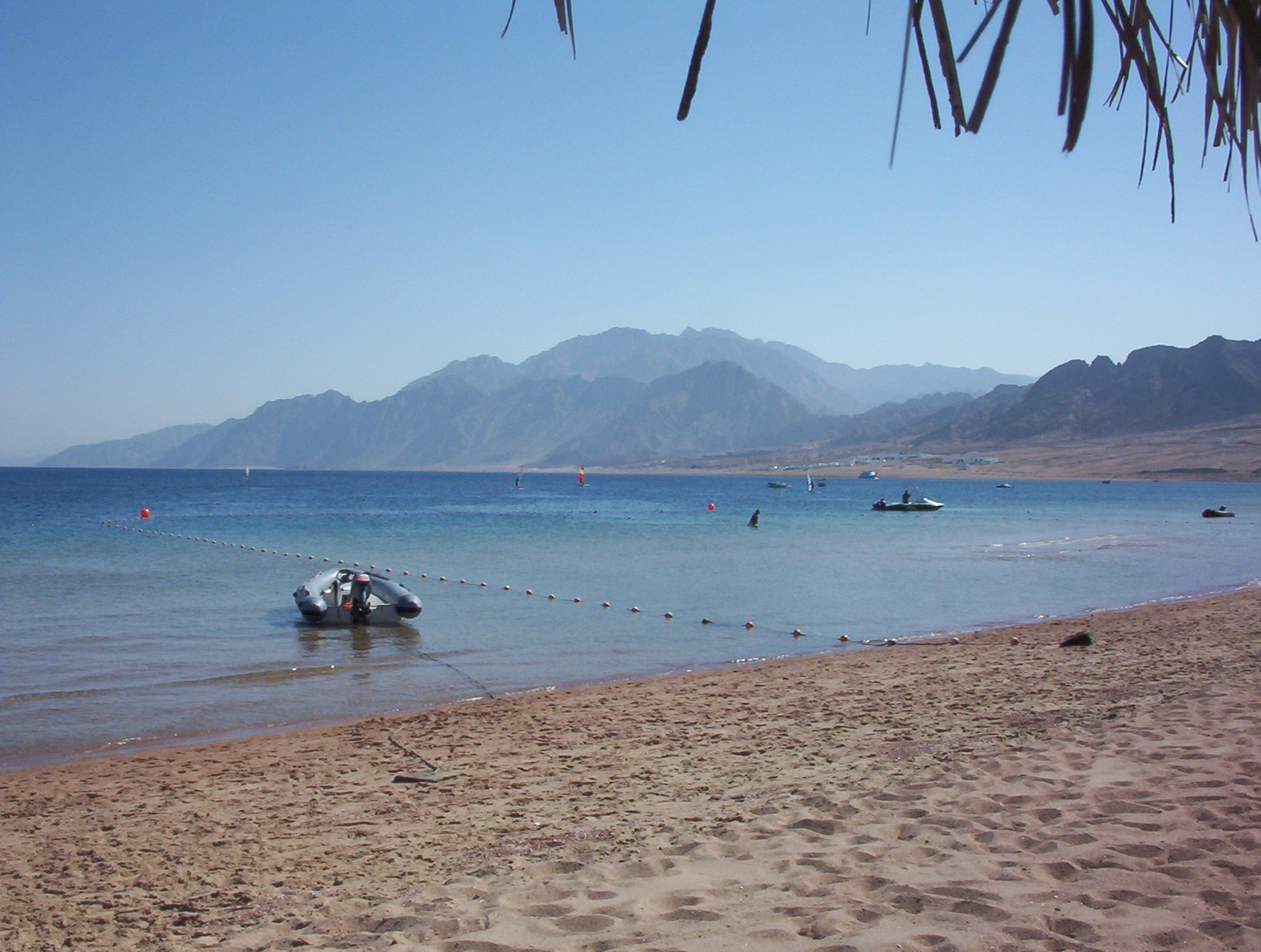
Coasta Dahab

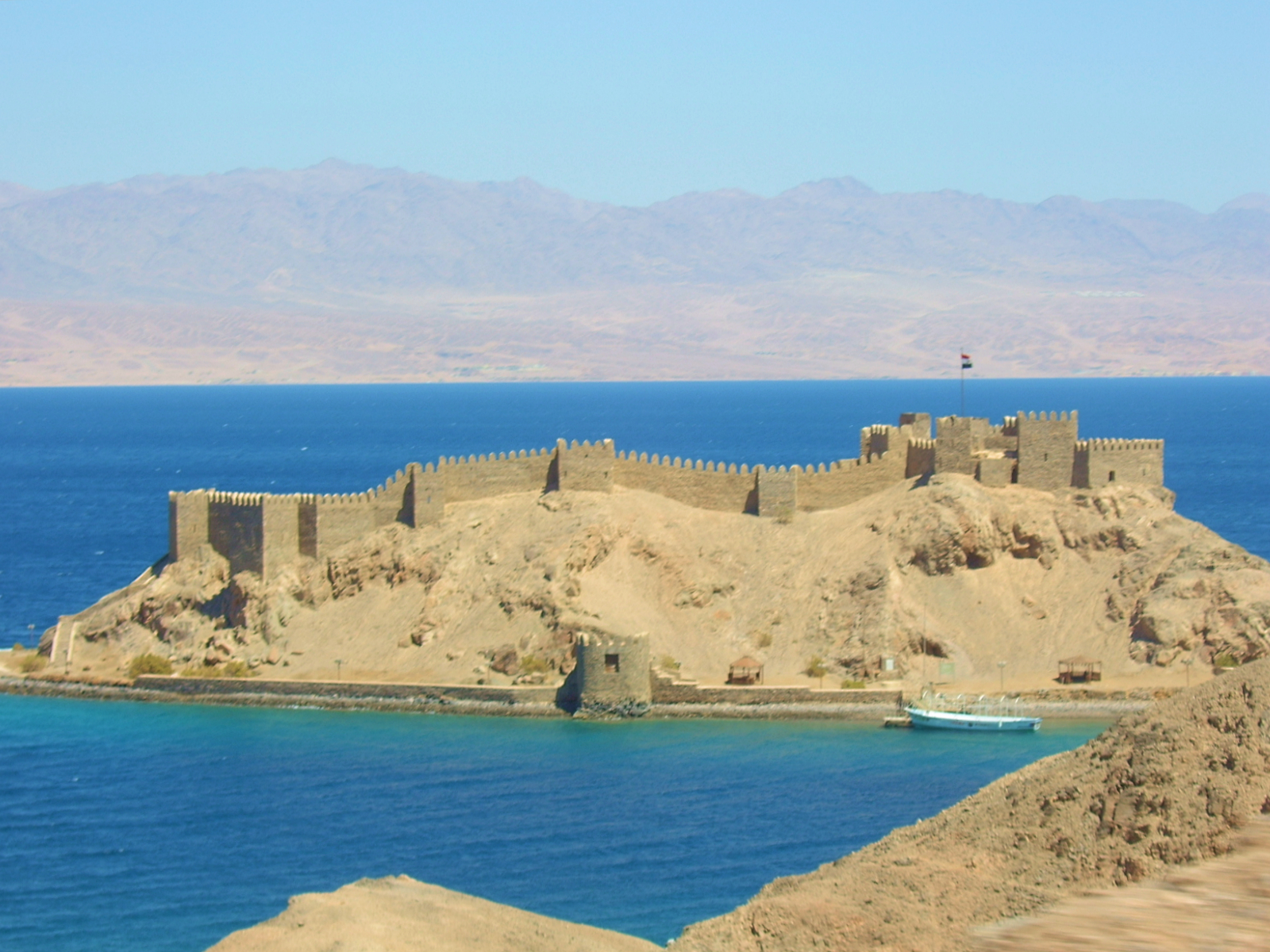
Citadela Cruciaților de pe Insula Faraonului

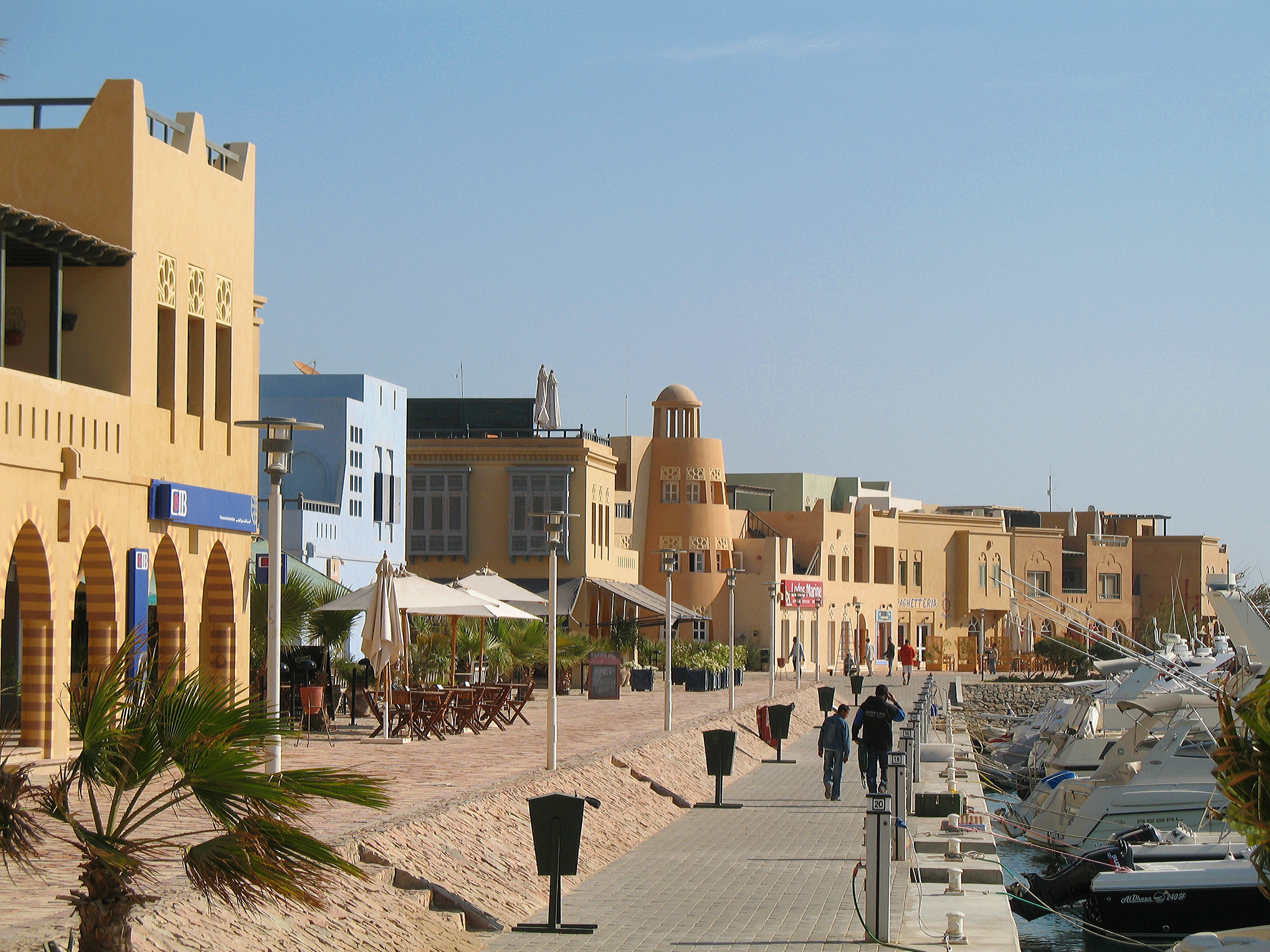
Abu Tig Marina, El Gouna

Insulele din apropiere de Sinai includ:
- Insula Faraonului
- Insula Sanafir
- Insula Tiran

Pe malul vestic al Mării Roșii:
- Abu Shar
- Abu Soma
- Abu Tig (El Gouna)
- Ain Sukhna
- Quseir
- Coraya Bay
- Alshalateen
- Berenice Troglodytica
- El Gouna
- Foul Bay
- Gamsha Bay
- Gebel Elba
- Gubal Strait
- Hala'ib
- Hamata
- Hurghada
- Makadi Bay
- Marsa Alam
- oraș Tarabin
- Portul Ghalib
- Ras Banas
- Ras Gharib
- Safaga
- Sahl Hasheesh
- Serrenia
- Shoni Bay
- Soma Bay
- Wadi Gimal

Insulele Mării Roșii includ:
- Abu Minqar Island
- Green Island (Egipt)
- Mukawwa Island
- Rocky Island
- Shadwan
- St. John's Island, Egipt